# اندیس کتوک
کتوک یک اندیس فلزی است که در حوالی شهر سردونیه استان کرمان قرار دارد و مادهٔ معدنی موجود در آن، سرب و روی است.  